# Filtro de Butterworth
El filtro de Butterworth es uno de los filtros electrónicos básicos, diseñado para producir la respuesta más plana que sea posible hasta la frecuencia de corte. En otras palabras, la salida se mantiene constante casi hasta la frecuencia de corte, luego disminuye a razón de 20n dB por década (o ~6n dB por octava), donde n es el número de polos del filtro.

## Historia
Fue descrito por primera vez por el ingeniero británico Stephen Butterworth en el artículo "On the Theory of Filter Amplifiers", Experimental Wireless and the Wireless Engineer, vol. 7, 1930, pp. 536-541.

## Descripción
El filtro Butterworth más básico es el típico filtro pasa bajo de primer orden, el cual puede ser modificado a un filtro pasa alto o añadir en serie otros formando un filtro pasa banda o elimina banda y filtros de mayores órdenes.

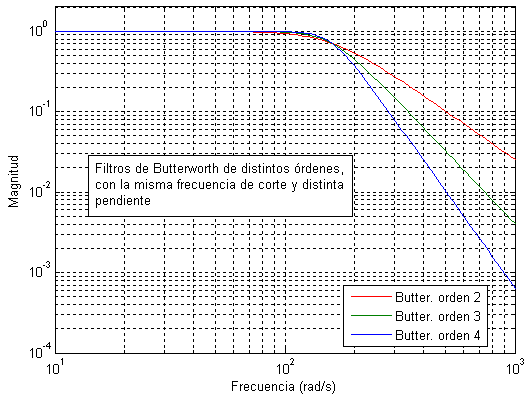
Filtros de Butterworth de varios órdenes.

Según lo mencionado antes, la respuesta en frecuencia del filtro es extremadamente plana (con mínimas ondulaciones) en la banda pasante. Visto en un diagrama de Bode con escala logarítmica, la respuesta decae linealmente desde la frecuencia de corte hacia menos infinito. Para un filtro de primer orden son -20 dB por década (aprox. -6dB por octava).
El filtro de Butterworth es el único filtro que mantiene su forma para órdenes mayores (sólo con una pendiente mayor a partir de la frecuencia de corte).
Este tipo de filtros necesita un mayor orden para los mismos requerimientos en comparación con otros, como los de Chebyshev o el elíptico.

## Diseño

Diagrama de Bode de un filtro de Butterworth paso bajo de orden.

Si llamamos H a la función de transferencia, se debe cumplir que las 2N-1 primeras derivadas de {\displaystyle \left|H(\omega )\right|^{2}} sean cero para {\displaystyle \omega =0} y {\displaystyle \omega =\infty }. Únicamente posee polos y el cuadrado de la magnitud de la función de transferencia (para el filtro paso bajo de ganancia unitaria en la banda de paso) es:
{\displaystyle \left|H(\omega )\right|^{2}={1 \over {1+(\omega /\omega _{c})^{2N}}}}
donde N es el orden del filtro, {\displaystyle \omega _{c}} es la frecuencia de corte (en la que la respuesta cae unos 3 dB por debajo de la banda pasante) y {\displaystyle \omega } es la frecuencia angular (j es la unidad imaginaria).
La función de transferencia para dicho filtro pasabajos es:
{\displaystyle H(s)={\frac {1}{\prod _{k=1}^{n}(s-s_{k})/\omega _{c}}},}
siendo {\displaystyle s_{k}} los polos del filtro, cuya expresión es:
{\displaystyle s_{k}=\omega _{c}e^{\frac {j(2k+n-1)\pi }{2n}}\qquad k=1,2,3,\ldots ,n.}
El denominador de la función de transferencia es un polinomio de Butterworth. Algunos polinomios de Butterworth, escritos con coeficientes reales con 4 dígitos decimales, y normalizados haciendo {\displaystyle \omega _{c}=1}, son:
| n  | Polinomio                                                                                             |
| -- | --- |
| 1  | {\displaystyle (s+1)}                                                                                 |
| 2  | {\displaystyle (s^{2}+1.4142s+1)}                                                                     |
| 3  | {\displaystyle (s+1)(s^{2}+s+1)}                                                                      |
| 4  | {\displaystyle (s^{2}+0.7654s+1)(s^{2}+1.8478s+1)}                                                    |
| 5  | {\displaystyle (s+1)(s^{2}+0.6180s+1)(s^{2}+1.6180s+1)}                                               |
| 6  | {\displaystyle (s^{2}+0.5176s+1)(s^{2}+1.4142s+1)(s^{2}+1.9319s+1)}                                   |
| 7  | {\displaystyle (s+1)(s^{2}+0.4450s+1)(s^{2}+1.2470s+1)(s^{2}+1.8019s+1)}                              |
| 8  | {\displaystyle (s^{2}+0.3902s+1)(s^{2}+1.1111s+1)(s^{2}+1.6629s+1)(s^{2}+1.9616s+1)}                  |
| 9  | {\displaystyle (s+1)(s^{2}+0.3473s+1)(s^{2}+s+1)(s^{2}+1.5321s+1)(s^{2}+1.879s+1)}                    |
| 10 | {\displaystyle (s^{2}+0.3129s+1)(s^{2}+0.9080s+1)(s^{2}+1.4142s+1)(s^{2}+1.7820s+1)(s^{2}+1.9754s+1)} |

El diseño es independiente de la implementación, que puede ser por ejemplo mediante células de Sallen-Key o Rauch, componentes discretos, etc.

## Otros tipos de filtros
- Filtro de Chebyshev
- Filtro de Cauer (elíptico)
- Filtro de Bessel